# Pasărea Rock
Pasărea Rock (cunoscut și ca Baniciu, Kappl & Lipan) este un supergrup românesc de muzică rock înființat în anul 2014, la București, de către trei foști componenți ai formației Phoenix: Mircea Baniciu, Josef Kappl și Ovidiu Lipan Țăndărică. Acest proiect a apărut ca urmare a divergențelor ivite în interiorul grupului Phoenix, între liderul Nicolae Covaci și ceilalți membri din perioada anilor '70, când formația a înregistrat cele mai mari succese din istoria sa. Pasărea Rock a realizat albumele Legenda (2016) și Cavalcada (2021). Repertoriul formației este alcătuit din piese noi compuse de Josef Kappl, alături de creații mai vechi ale acestuia, realizate pentru Phoenix și apărute pe albumele Cantafabule și Mugur de fluier, la care se adaugă câteva melodii compuse de Mircea Baniciu în perioada când activa ca artist solo. La sfârșitul anului 2020, Baniciu părăsește supergrupul, în locul său fiind cooptat Codruț Croitoru.

## Istoria formației
În anul 2007, solistul vocal Mircea Baniciu părăsește definitiv trupa Phoenix, urmat, în 2008, de basistul Josef Kappl. Cei doi muzicieni încep o colaborare marcată printr-un spectacol susținut la Sala Palatului din București pe data de 3 decembrie 2008 și de lansarea unui disc maxi-single intitulat Pe Argeș în jos. Maxi-single-ul, apărut sub titulatura Baniciu & Kappl, reprezintă o avanpremieră pentru opera rock Meșterul Manole, amplu proiect al Phoenix-ului, început în 1972, însă abandonat în scurtă vreme din cauză că demersul artiștilor s-a lovit de cenzura tacită a autorităților comuniste. Kappl a reînceput să lucreze la această operă în 2008, finalizând-o în 2013, când a avut loc premiera, la Timișoara. În 2012, anul în care Phoenix împlinea jumătate de veac de existență, bateristul Ovidiu Lipan Țăndărică părăsește la rândul său formația.
Pe parcursul lui 2013, cei trei foști membri marcanți ai Phoenix-ului au câteva apariții împreună, sub titulatura Baniciu, Kappl, Lipan & Friends, cele mai importante fiind cea din deschiderea concertului Deep Purple (Cluj Arena, 7 iunie) și cea de la Festivalul Folk You! Florian Pittiș (Vama Veche, 3 august). În acest context, cei trei veterani ai scenei rock românești hotărăsc să înființeze supergrupul Pasărea Rock, numele fiind inspirat de titlul piesei „Pasărea Roc...k and Roll”, compoziție realizată de Kappl, ce a apărut pe albumul Cantafabule (1975). În 11 februarie 2014, la sediul Institutului Cultural Român din București are loc lansarea noului proiect muzical. Cu ocazia acestui eveniment, Mircea Baniciu declara: „S-a impus de câțiva ani reconstituirea grupului, nu neapărat a grupului Phoenix, pentru că nu a mai fost din păcate posibil, ci a reconstituirii unui grup care să ducă mai departe ceea ce noi am început în anii '70. Phoenixul a rămas un moment foarte greu de depășit. Noi suntem aici și încercăm să continuăm ceea ce s-a făcut în anii aceia, ne-am dorit acest lucru și iată că putem să o facem.”
„Ne-am adunat într-un super grup care să ne facă plăcere atât nouă, cât și publicului. Încercăm să facem un lucru frumos. Nu este o lansare a unei trupe sau a unui album, este o lansare a unui grup de prieteni care au în spate o carieră”, a precizat Ovidiu Lipan Țăndărică, potrivit căruia stilul pe care formația îl va aborda va fi „un rock-folk cu rădăcini românești”.

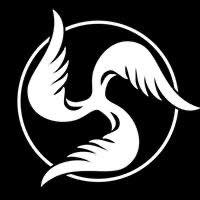
Sigla formației Pasărea Rock, un triskelion înaripat

Alături de Mircea Baniciu (solist vocal), Ioji Kappl (chitară bas, voce) și Ovidiu Lipan (baterie), formula Pasărea Rock este întregită de Vlady Cnejevici (claviaturi), Teo Boar (chitară) și Cristi Gram (chitară), primii doi, componenți în formația de acompaniament a lui Baniciu, iar ultimul, fost membru Phoenix la rândul său, între aprilie 2004 și februarie 2014. Florin Dumitrescu este cooptat în calitate de textier. Acesta a realizat în trecut versuri pentru formațiile Sarmalele Reci, Timpuri Noi și Direcția 5. Este lansat primul single semnat Pasărea Rock – „Praznic năprasnic” – care beneficiază de un videoclip regizat de Mara Lubieniecki.
Concertul de învestire a noului supergrup are loc pe 25 martie 2014, la Sala Palatului. Spectacolul, ce a durat peste două ore, i-a avut ca invitați pe Marius Bațu (chitară acustică, voce), Costin Petrescu (percuție) și Mani Neumann (vioară), ultimii doi, de asemenea, foști componenți Phoenix. Cu această ocazie apare CD-ul Legenda, un maxi-single promoțional cu cinci piese. Versurile cântecului „Legenda”, prezent pe acest disc în două versiuni, aparțin lui Ioji Kappl și reprezintă o replică peste decenii la „Invocație”, piesa ce deschide albumul Cantafabule. Urmează un prim turneu național care se desfășoară pe parcursul lunii aprilie, în opt orașe: Constanța, Galați, Bacău, Iași, Timișoara, Oradea, Cluj-Napoca și Buzău. Invitatul special al întregului turneu este Mani Neumann.
În octombrie 2014 este lansată „Călușandra”, melodie cu un mesaj ecologic și care are la bază dansurile tradiționale românești „Călușul” și „Ciuleandra”. Aceasta este urmată, în noiembrie, de alte două compoziții noi: „Zoreaua” și „Hora fără de hotar”, o creație hard rock ce vorbește de urmările alegerilor politice, fără o informare temeinică a alegătorilor. Călușandra reprezintă și numele celui de-al doilea CD promoțional, un EP cu șase piese, ce apare pe 7 ianuarie 2015. În luna mai survin primele modificări de componență prin plecarea lui Vlady Cnejevici și a lui Teo Boar. Locul lor este suplinit de Sorin Voinea, claviaturist cu experiență, care a colaborat cu Krypton, Iris, Alifantis & Zan. Cristi Gram are ultima apariție împreună cu Pasărea Rock la data de 1 august 2015, în cadrul Festivalului Folk You! Florian Pittiș, ulterior chitaristul revenind alături de Nicu Covaci în Phoenix. În locul lui Gram este cooptat Nicu Patoi. O nouă piesă Pasărea Rock, „Fagul și iedera”, este publicată în octombrie 2015. Versurile acesteia au ca subiect dragostea shakespeariană neîmplinită din cauza societății intolerante. În aprilie 2016, apare „Origine”, o versiune reorchestrată a unei piese mai vechi din repertoriul lui Mircea Baniciu, pe versurile poetului Ioan Alexandru. Acest cântec a fost înregistrat inițial în anul 1979, cu acompaniamentul formației Roșu și Negru.
Primul album Pasărea Rock se numește Legenda și este lansat la 23 septembrie 2016 printr-un spectacol susținut la arena „Basme cu Cai”, aflată la marginea Bucureștiului, pe Șoseaua Chitilei. Evenimentul include efecte speciale, cascadorii și proiecții, realizate într-un decor de film și menite să transmită publicului spiritul formației și să creeze o atmosferă medievală, de poveste, în care muzicienii sunt protagoniștii unor scene care amintesc de haiducii de odinioară. Cu prilejul apariției albumului, Mircea Baniciu declara: „Pasărea Rock împletește stilul muzical al anilor '70 cu influențele moderne și ne bucurăm că prin muzica noastră am atins iubitori ai rock-ului de toate vârstele. Ne mândrim să descoperim adolescenți care vin la concertele noastre și savurează muzica pe care o cântăm cu plăcere de-o viață.” Ovidiu Lipan Țăndărică: „Am crescut și ne-am format pe ritmuri de rock, iar acum e timpul să dăm înapoi ceva din ce am primit și să formăm generațiile care vor duce tradiția mai departe. Prin «Legenda» ne propunem să aducem în fața publicului un album rock de esență tare.”
Materialul discografic conține 12 piese, cuprinzând toate melodiile imprimate în studio și publicate de formație începând cu februarie 2014 (cu excepția piesei „Pasărea Roc...2014”). Două cântece, „Origine” și „Hanul ulciorului nesecat”, provin din repertoriul lui Baniciu, pe când acesta activa ca artist solo. Ele apar pe album în variante reorchestrate, cu un sunet modern. Componența trecută pe copertă este: Mircea Baniciu, Josef Kappl, Ovidiu Lipan, Sorin Voinea și Nicu Patoi, în timp ce actorul Flaviu Crișan apare în postura de invitat special, realizând pasajele recitative la trei piese. Deși nu sunt menționați pe album, la înregistrări au contribuit și cei trei foști membri ai formației (Cristi Gram, Vlady Cnejevici, Teo Boar), cât și colaboratorii Marius Bațu și Mani Neumann. Producători muzicali sunt Sorin Voinea și Ioji Kappl.

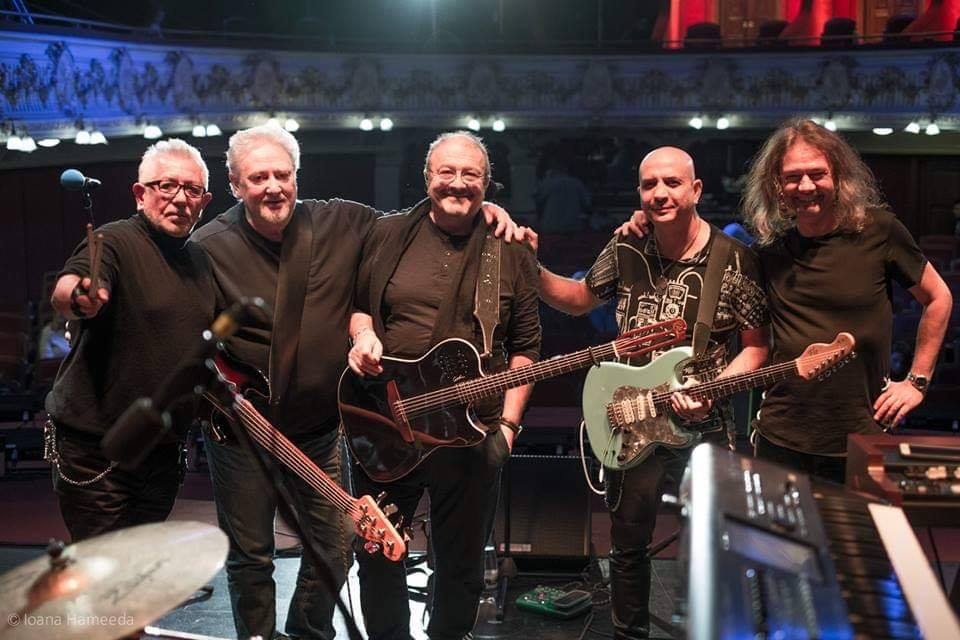
Pasărea Rock în 2018, la finalul unui concert, în componența: Ovidiu Lipan, Ioji Kappl, Mircea Baniciu, Nicu Patoi, Sorin Voinea

Turneul național de promovare a albumului cuprinde 14 orașe și se desfășoară pe parcursul lunii octombrie. Șapte dintre spectacolele turneului sunt concerte de rock simfonic la care participă și Filarmonica Banatul din Timișoara (condusă de dirijorul Radu Popa).
La 25 septembrie 2018, din dorința de a marca împlinirea a 100 de ani de la Marea Unire, Pasărea Rock, împreună cu Nicu Alifantis și Marius Bațu, lansează melodia „Marea Unire”, o poveste despre identitatea României. Piesa este însoțită de un videoclip filmat în timpul înregistrărilor din studio. Muzica și versurile sunt semnate de Josef Kappl, care a declarat: „Această lucrare, intitulată «Marea Unire», este o dedicație a proiectului nostru, Pasărea Rock, cu ocazia aniversării Centenarului Marii Uniri. Piesa are un mesaj special și reprezintă un imbold în sensul solidarității și contra dezbinării.”
La 19 decembrie 2018, în pragul sărbătorilor de iarnă, trupa lansează „Cometa stea”, o piesă ce inițial s-a numit „Trei crai de la răsărit”, făcând referire la Baniciu, Kappl și Țăndărică, în rolul a trei personaje care, după lungi rătăciri, s-au regăsit și au pornit pe același drum către inimile iubitorilor de muzică. Odată cu această melodie, formația are un nou colaborator, în persoana lui Narcis Tran-Korsar (chitară acustică, double-six, voce), muzician originar din Gorj, autor a două albume: On My Own (2010) și Soldați de lut (2017).
Pe 19 mai 2019, la Târgu Mureș, se desfășoară un spectacol în care Pasărea Rock și legendara trupă maghiară Omega (înființată în 1962) cântă pe aceeași scenă. Acesta este primul concert Pasărea Rock cu Narcis Tran-Korsar integrat în formulă. În iulie 2019 este anunțat faptul că trupa lucrează la cel de-al doilea album, ce se va numi Cavalcada. Tot acum, este publicată piesa „Descântec”, o compoziție a lui Kappl pe versurile tânărului poet sibian Cătălin Răcilă și în care vocea principală aparține lui Korsar. Albumul Cavalcada va cuprinde șase piese din noua generație („Marea Unire”, „Cometa stea”, „Descântec”, „Cavalcada”, „Viața în boxă”, „Memorii”) și o trilogie formată din piesele „Vasiliscul și Aspida”, „Sirena” și „Pasărea calandrinon”, aparținând legendarului album Cantafabule, prezentate într-un aranjament de rock simfonic.
Pe 10 aprilie 2020 este lansată „Viața în boxă”. Muzica, versurile, producția și vocea aparțin lui Ioji Kappl, cel care a declarat despre noua sa piesă că reprezintă „povestea unui Phoenix, cu caracter autobiografic”. Inițial era programat ca „Viața în boxă” să fie lansată în premieră în Canada, în cadrul concertelor „Rock & Folk Legends” din Calgary, Montréal și Toronto, unde, alături de Pasărea Rock, urma să participe și grupul Poesis. Aceste spectacole ar fi prilejuit editarea unei compilații promoționale în format CD, ce ar fi inclus, între altele, și noua piesă. Din cauza pandemiei de coronavirus concertele din Canada au fost amânate pentru toamna anului 2021.
Pe 23 decembrie 2020 este relansată piesa „Cometa stea”, într-o versiune nouă, la înregistrarea căreia au participat Ulli Brand (de la Farfarello, la chitară acustică) și Codruț Croitoru, noul solist vocal adus în formație pentru a suplini plecarea lui Mircea Baniciu. Cu această ocazie, Josef Kappl declară: „Partitura vocii solo i-am încredințat-o de această dată lui Codruț Croitoru, încă un nou colaborator al proiectului Pasărea Rock, un tânăr muzician deosebit, care a interpretat-o cu mult talent și dăruire. (...) Mircea Baniciu își exprimă dorința de a se ocupa în viitor mai mult de proiectul său solo, rămânând totuși loial proiectului Pasărea Rock și promițând să colaboreze și-n viitor cu noi în calitate de invitat special. Totodată vrem să anunțăm cu bucurie și mândrie startul colaborării noastre permanente cu Filarmonica «Paul Constantinescu» din Ploiești sub conducerea domnului Vlad Mateescu.”

## Componență

### Membri actuali
- Josef Kappl – chitară bas, claviaturi, voce, compozitor, liderul formației (din februarie 2014)
- Ovidiu Lipan Țăndărică – baterie, percuție (din februarie 2014)
- Sorin Voinea – claviaturi, programare, voce (din mai 2015)
- Nicu Patoi – chitară electrică și semiacustică (din august 2015)
- Narcis Tran-Korsar – chitară acustică, double-six, voce (din decembrie 2018)
- Codruț Croitoru – solist vocal (din decembrie 2020)[2]

### Foști membri
- Mircea Baniciu – solist vocal, chitară acustică (februarie 2014 – decembrie 2020)
- Cristi Gram – chitară electrică și acustică (februarie 2014 – august 2015)
- Vlady Cnejevici – claviaturi, programare, voce (februarie 2014 – mai 2015)
- Teo Boar – chitară electrică și acustică (februarie 2014 – mai 2015)

### Invitați și colaboratori
- Marius Bațu – chitară acustică, double-six, voce (2014, 2018)
- Mani Neumann – vioară (2014)
- Costin Petrescu – percuție (2014)
- Alex Mușat – baterie (2014)
- Flaviu Crișan – recitativ (2014)
- Filarmonica Banatul din Timișoara (2016)
- Nicu Alifantis – voce (2018)
- Ulli Brand – chitară acustică (2020)
- Filarmonica „Paul Constantinescu” din Ploiești (2021)

### Textieri
- Florin Dumitrescu
- Josef Kappl
- Cătălin Răcilă

### Imagini cu membrii Pasărea Rock

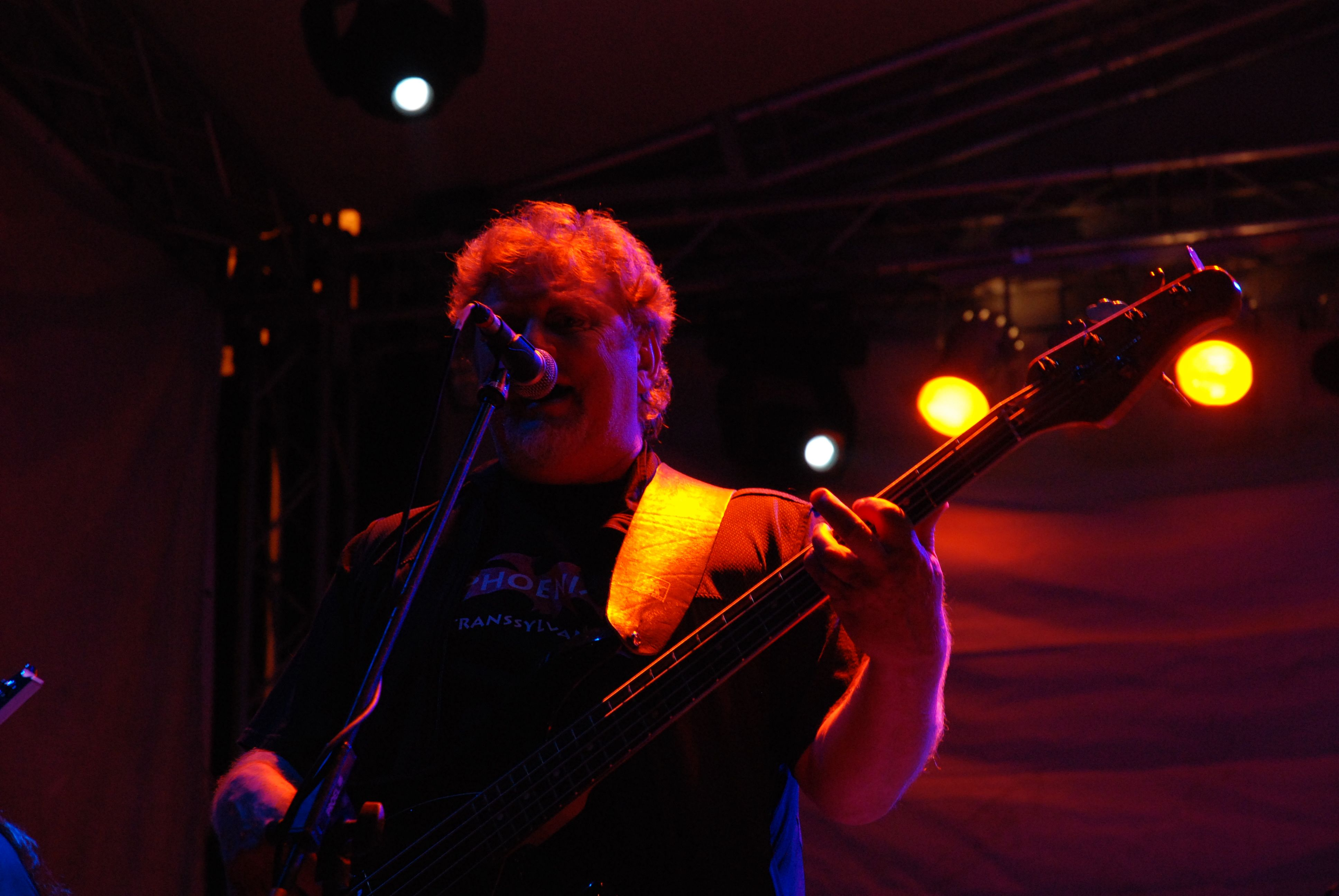
Josef Kappl
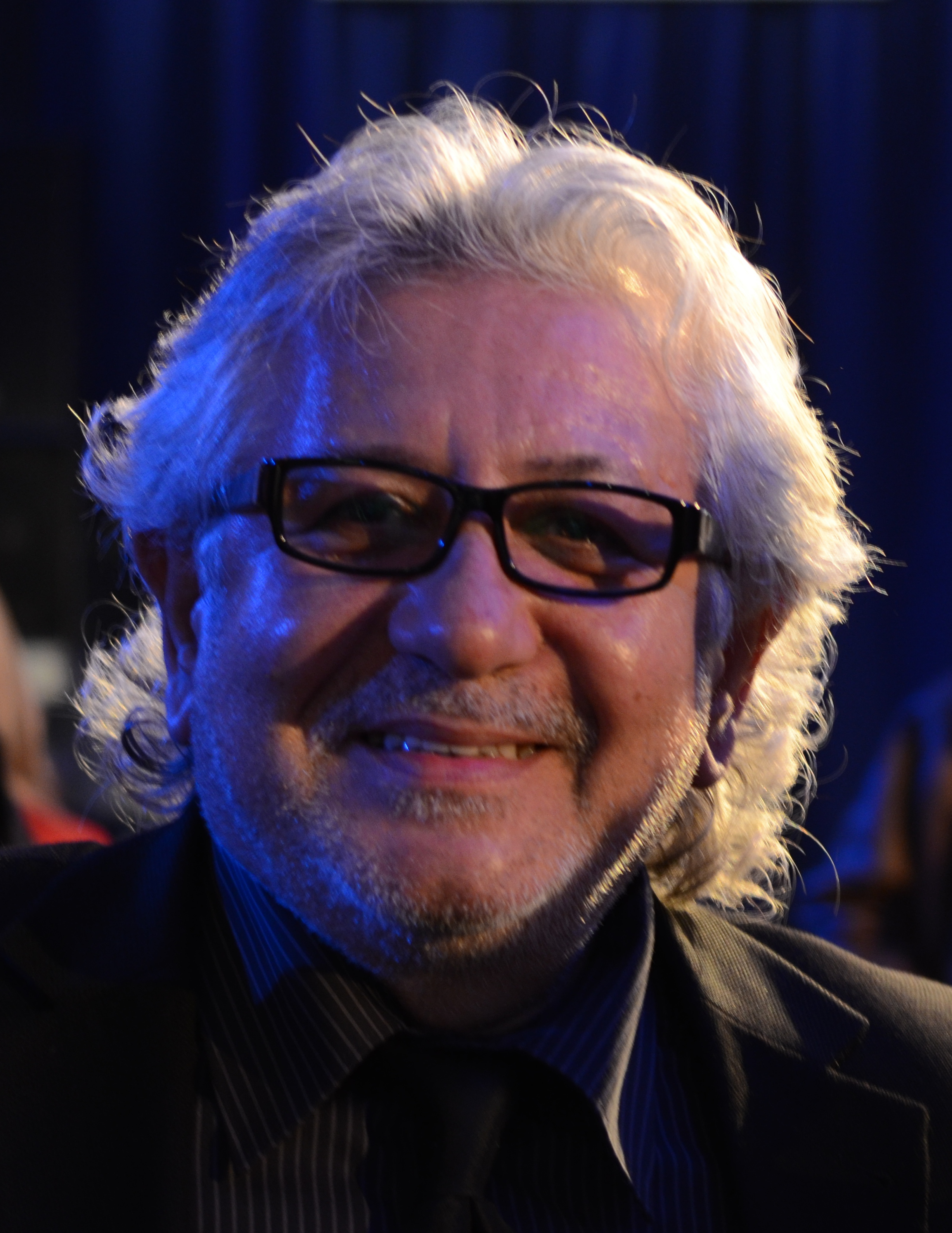
Ovidiu Lipan
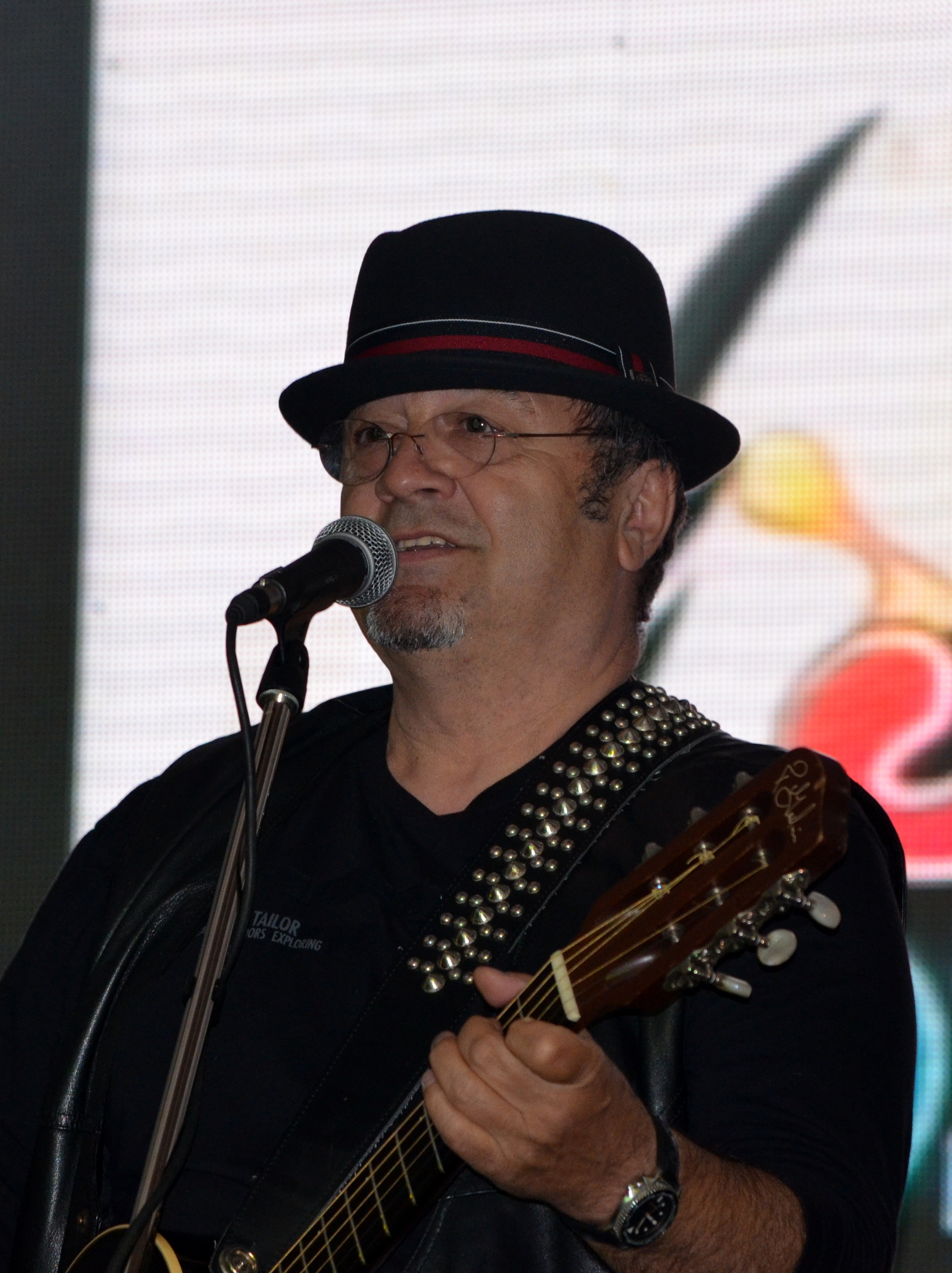
Mircea Baniciu
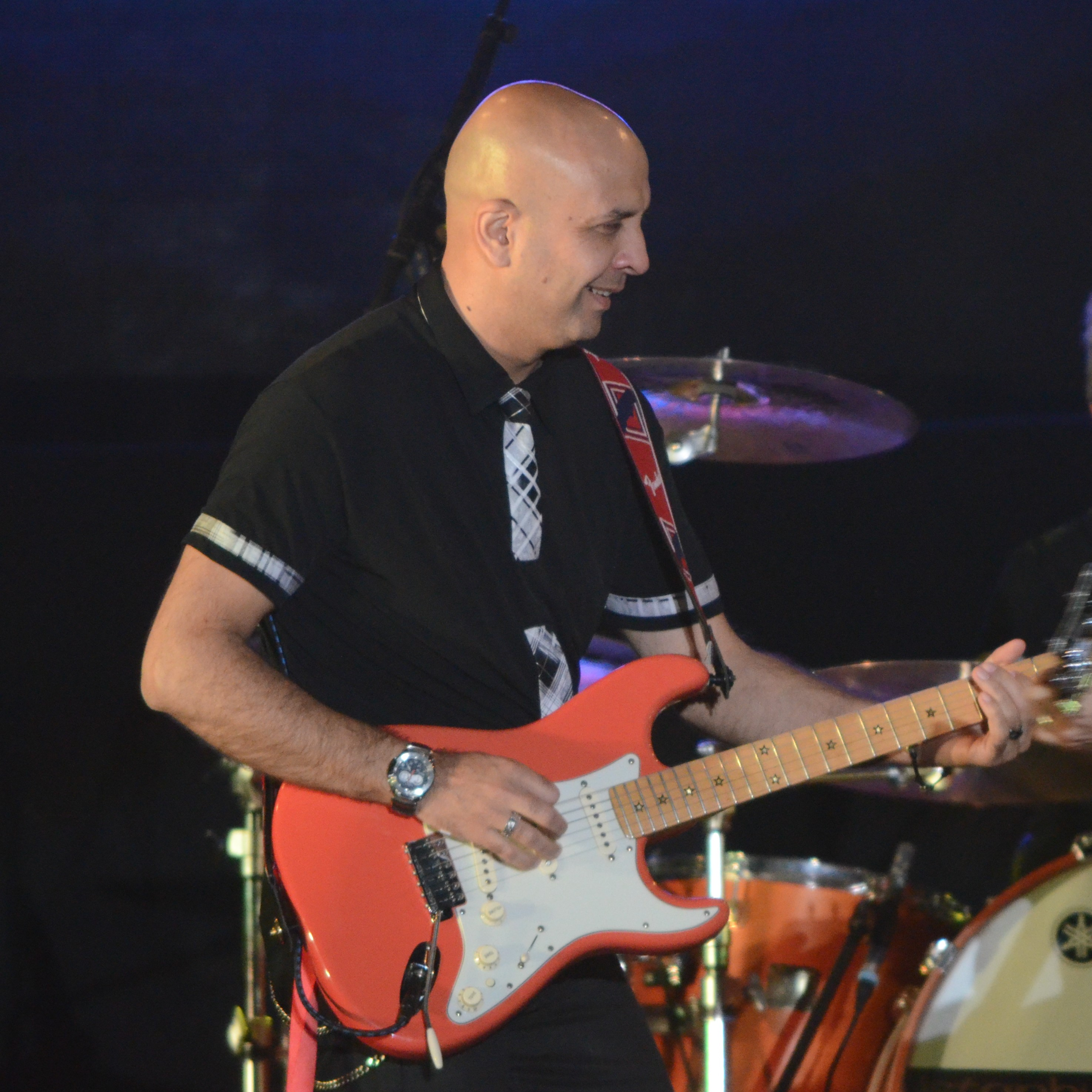
Nicu Patoi
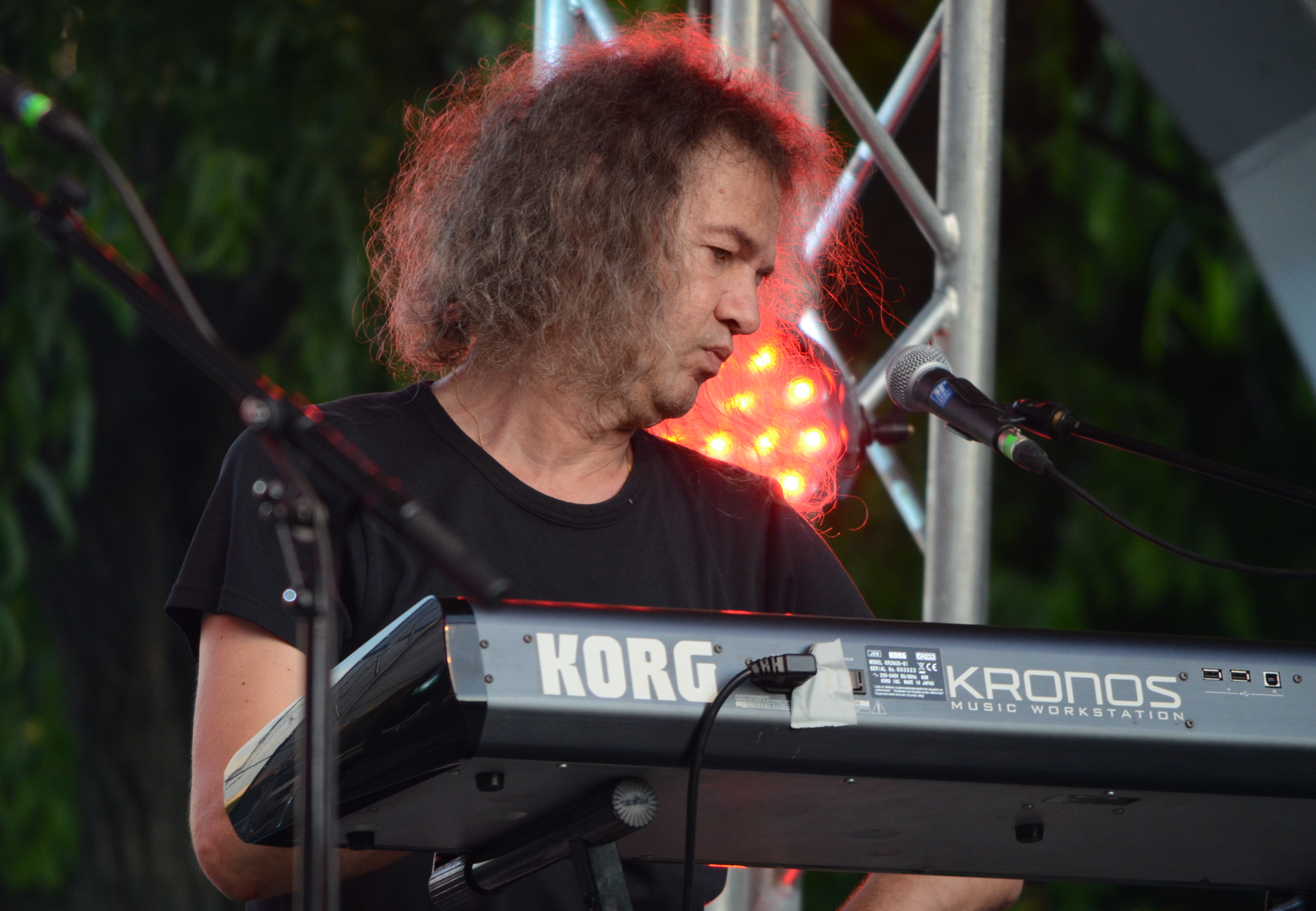
Sorin Voinea
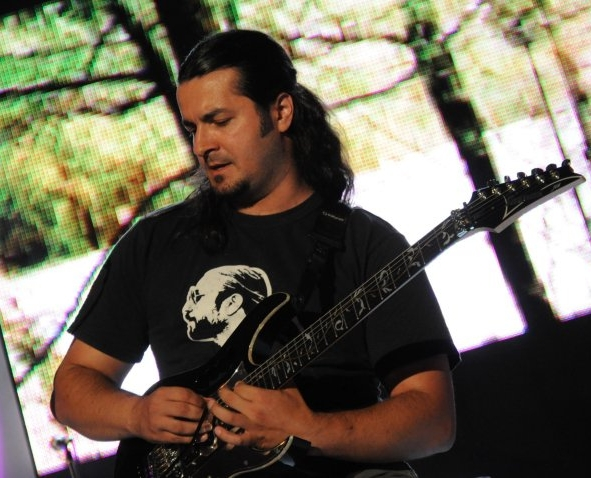
Cristi Gram
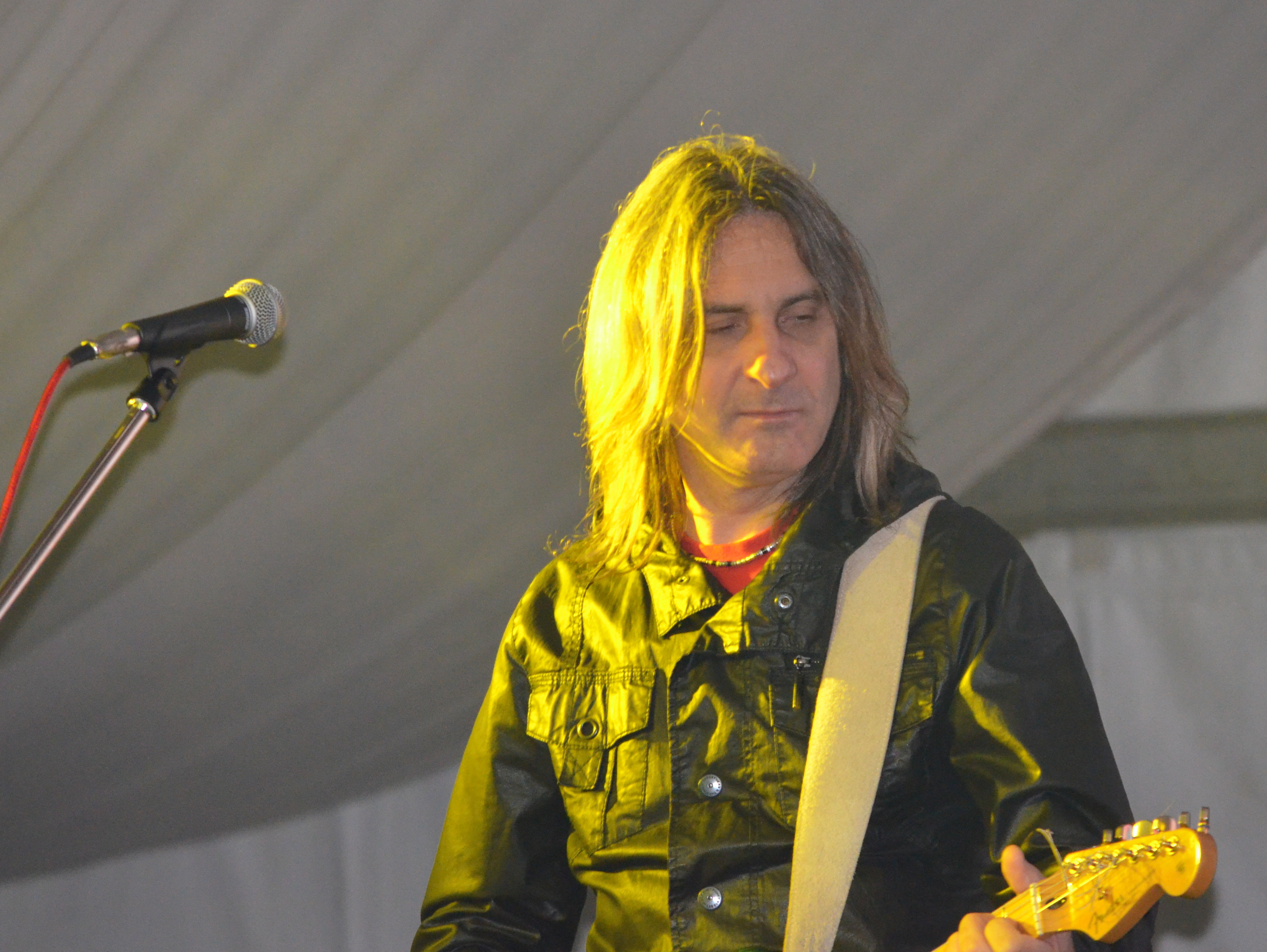
Teo Boar
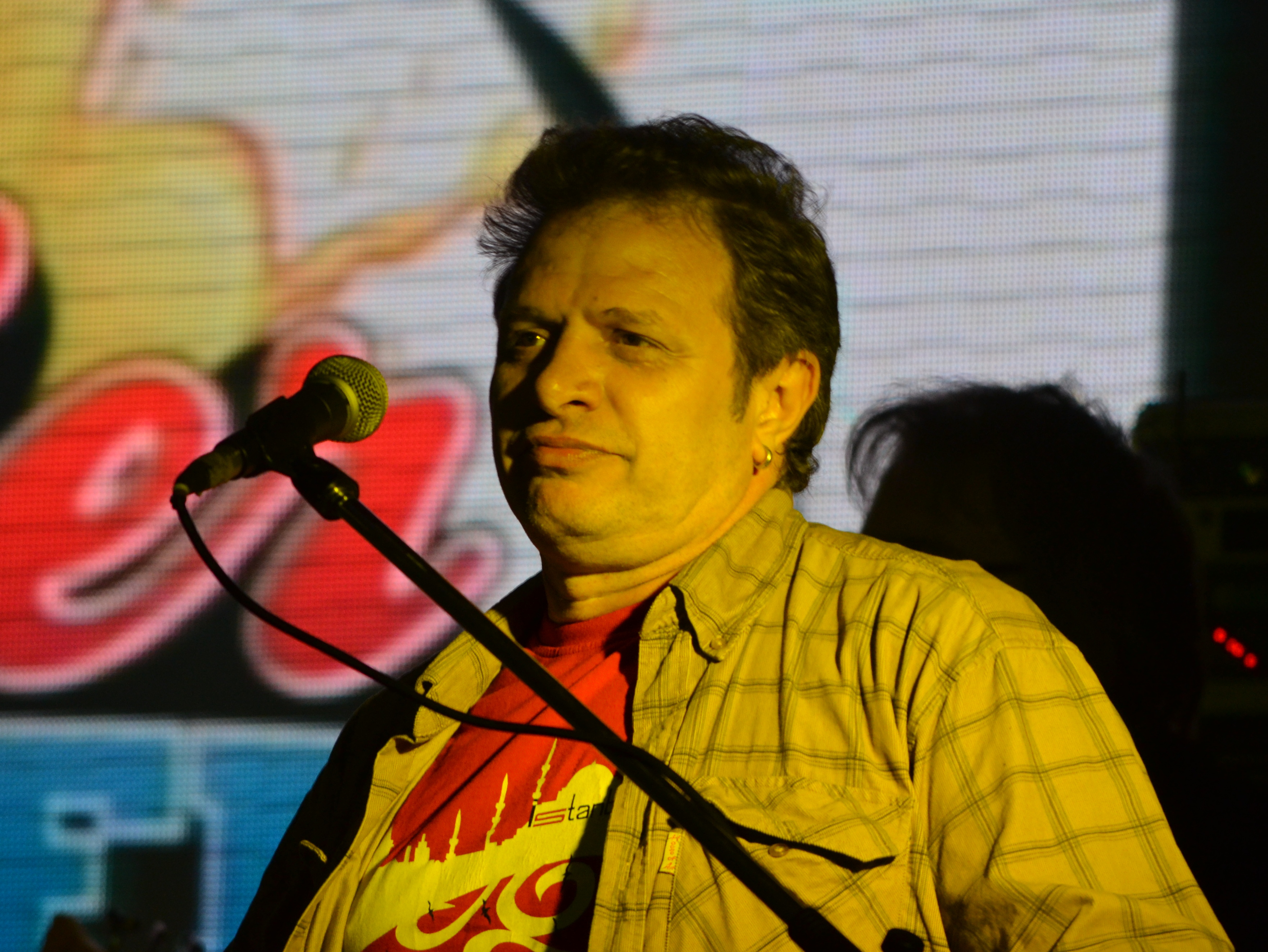
Vlady Cnejevici

## Discografie
| Nume                              | Tip                 | Data apariției     | Casă de discuri                                | Suport               | Nr. piese |
| --------------------------------- | ------------------- | ------------------ | ---------------------------------------------- | -------------------- | --------- |
| Pe Argeș în jos (Baniciu & Kappl) | maxi-single / promo | 3 decembrie 2008   | Kaprock Musikproduction / Cat Music 101-2668-2 | CD                   | 3         |
| Legenda                           | maxi-single / promo | 25 martie 2014     | Revolver Records                               | CD, digital download | 5         |
| Călușandra                        | EP / promo          | 7 ianuarie 2015    | Revolver Records                               | CD, digital download | 6         |
| Legenda                           | album de studio     | 23 septembrie 2016 | Revolver Records REV001/2016                   | CD                   | 12        |
| Cavalcada                         | album de studio     | 2021               | Revolver Records                               | CD                   | 9         |

## Legături externe
- Pasărea Rock pe Discogs
- Pasărea Rock pe YouTube
- Pasărea Rock pe Facebook
- Pasărea Rock pe Info Music
- Pasărea Rock Arhivat în 17 decembrie 2018, la Wayback Machine. pe Best Music

## Vezi și
- Phoenix (formație)